# Alexandra Burke
Alexandra Imelda Cecelia Ewan Burke (Islington, 25 de Agosto de 1988) ou apenas Alexandra Burke, é uma cantora britânica. Foi a vencedora da 5ª Temporada do programa britânico The X-Factor.

## Carreira
Alexandra foi a vencedora da 5ª temporada do programa de televisão britânico "X-Factor" em 2008, onde já havia participado anteriormente em 2005, ficando entre as sete últimas colocadas, não sendo selecionada para as apresentações ao vivo por ser muito nova.
Como vencedora do programa, ganhou um contrato da gravadora Syco, pertencente a Simon Cowell e afiliada da gravadora Sony BMG. Este contrato foi fechado pelo valor de mais de R$2.500.000,00 onde mais de R$400.000,00 foram dados como adiantamento à cantora e o restante gasto com a divulgação de seu trabalho.
Em 15 de Dezembro de 2008, Alexandra tornou-se a cantora com maior recorde de vendas de singles em um período de 24 horas, vendendo 105 mil cópias de seu primeiro single, "Hallelujah", quebrando o recorde da vencedora do ano anterior Leona Lewis, que havia conseguido a marca de 82 mil cópias vendidas com seu single "A Moment Like This", em apenas 24 horas. "Hallelujah" conseguiu chegar na 1ª posição nas paradas inglesas durante o Natal de 2008, sendo anunciada como a música mais vendida no ano, chegando a vender mais que os singles lançados por todos os finalistas do programa juntos. Foi a primeira vez que um vencedor do X-Factor conseguiu chegar em primeiro lugar na parada de singles do Reino Unido. As vendas de "Hallelujah" ultrapassaram a marca de 1 milhão de cópias em 9 de janeiro de 2009, tornando-se a primeira cantora a vender tal número de singles em todo o Reino Unido.
Overcome, seu álbum de estreia, foi lançado em 19 de outubro de 2009 e debutou em 1º lugar na UK Albums Chart, vendendo mais de 130 mil cópias somente em sua primeira semana de venda.
O primeiro single extraído do álbum foi "Bad Boys", com a participação do rapper Flo Rida. Foi lançado no dia 12 de outubro de 2009 no Reino Unido, alcançando a 1ª posição da UK Singles Chart.

## Discografia

### Álbuns de estúdio
| Ano  | Título             |
| ---- | ------------------ |
| 2009 | Overcome           |
| 2012 | Heartbreak on Hold |